# Padang Merbau
Padang Merbau is een bestuurslaag in het regentschap Tebing Tinggi van de provincie Noord-Sumatra, Indonesië. Padang Merbau telt 2990 inwoners (volkstelling 2010).